# Бейт-Ятір
Бейт-Ятір (івр. בית יתיר), офіційна назва Мецадот-Єгуда (івр. מְצָדוֹת יְהוּדָה) — релігійно-сіоністський ортодоксальний мошав та ізраїльське поселення на південних пагорбах Хеврону на Західному березі. Розташований на пагорбі, на висоті 900 метрів над рівнем моря, поблизу Зеленої лінії, на південь від Сусії та поблизу палестинського села ас-Сіфер, він підпадає під юрисдикцію регіональної ради Гар-Хеврон. У 2019 році в ньому проживало 550 осіб.
Поруч знаходяться руїни стародавнього міста Ештемоа.
Міжнародне співтовариство вважає ізраїльські поселення на Західному березі незаконними згідно з міжнародним правом, але уряд Ізраїлю ігнорує це.

## Історія
Бейт-Ятір був заснований у 1979 році студентами єшиви Мерказ-га-Рав. У 1983 році мошав був перенесений на південний захід від його початкового розташування на південь від селища ас-Саму до його теперішнього місця в лісі Ятір. Візуальною визначною пам'яткою мошаву є вітрогенератор.

## Освіта
Релігійну доармійну мехіну, де навчається кілька десятків студентів, очолює рабин Моше Гаґар.

## Виноски
1. ↑  Центральне статистичне бюро Ізраїлю — 1949.
2. ↑  Weibel, Catherine Seam Zone keeps Palestinian children in limbo, disrupting education [Архівовано 4 березня 2016 у Wayback Machine.] UNICEF 21 May 2012]
3. ↑  Israel Central Bureau of Statistics. "Population in the Localities 2019" (англ.) . Архів оригіналу за 2 грудня 2020. Процитовано 16.08.2020.
4. ↑  The Geneva Convention. BBC News. 10 грудня 2009. Архів оригіналу за 29 жовтня 2019. Процитовано 27 листопада 2010.